# Idaea amoenaria
Idaea amoenaria là một loài bướm đêm trong họ Geometridae.